# Eleição municipal de Itabira em 2016
A eleição municipal de Itabira em 2016 foi realizada para eleger um prefeito, um vice-prefeito e 17 vereadores no município de Itabira, no estado brasileiro de Minas Gerais. Foram eleitos Ronaldo Lage Magalhães e Dalma Helena Barcelos Silva para os cargos de prefeito(a) e vice-prefeito(a), respectivamente. Seguindo a Constituição, os candidatos são eleitos para um mandato de quatro anos a se iniciar em 1º de janeiro de 2017. A decisão para os cargos da administração municipal, segundo o Tribunal Superior Eleitoral, contou com 89 768 eleitores aptos e 13 943 abstenções, de forma que 15.53% do eleitorado não compareceu às urnas naquele turno.

## Antecedentes
Entre 2007 até 2010, Ronaldo Lage Magalhães foi deputado estadual de Minas Gerais na16a. Legislatura, atuando como suplente de Dilzon Melo. Disputou as eleições municipais de Itabira em 2000 e ganhou, cumprindo o seu mandato de 2001 até 2004. Entre as realizações feitas no seu mandato destacam-se o programa de saneamento básico em Itabira, a organização urbana e a construção do Museu do Tropeiro, integrante no roteiro da Estrada Real, a maior rota turística brasileira. Anteriormente, em 1996, Magalhães se elegeu para o cargo de vereador de Itabira. No segundo ano de mandato conquistou a Presidência da Câmara Municipal.

## Campanha
Magalhães, candidato eleito, concorreu através do PTS - Partido Trabalhista Brasileiro, pela coligação Itabira Não Pode Arriscar Mais. Durante sua campanha para prefeito em 2016, Ronaldo Lage Magalhães abordou temas como a falta de segurança pública em Itabira além de falar sobre a necessidade de buscar apoio do governo estadual para auxiliar a polícia. Em relação à educação, Magalhães apontou a importância de investir no ensino público para que mais jovens da cidade pudessem estudar na Universidade Federal de Itajubá  (UNIFEI), que possui um Campus em Itabira. Na pauta da saúde, Magalhães criticou a condição em que o Programa da Saúde e da Família (PSF) estava atendendo nos bairros da cidade.

## Pesquisa
Segundo o TRE-MG, em 2016, 89.768 eleitores estavam aptos a votar e o comparecimento foi de 75.825 mil.

## Resultados
Magalhães foi eleito com 44,6% dos votos (30.018). Segundo a pesquisa do IBGE de 2010, a última realizada até 2016, Itabira possuía em torno de 109.783 mil habitantes.

### Eleição municipal de Itabira em 2016 para Prefeito
A eleição para prefeito contou com 5 candidatos em 2016: Talmo Oliveira do Democratas (Brasil), Bernardo Mucida Oliveira do Partido Socialista Brasileiro, Ronaldo Lage Magalhães do Partido Trabalhista Brasileiro, Gil Cesar Jose Lopes do Movimento Democrático Brasileiro (1980), Damon Lázaro de Sena do Partido Verde (Brasil) que obtiveram, respectivamente, 2 817, 27 375, 30 018, 2 664, 4 340 votos. O Tribunal Superior Eleitoral também contabilizou 15.53% de abstenções nesse turno.
| Candidato(a)                   | Vice                                | Coligação                          | Votos recebidos | Percentual |
| ------------------------------ | ----------------------------------- | ---------------------------------- | --------------- | ---------- |
| Ronaldo Lage Magalhães (PTB)   | Dalma Helena Barcelos Silva         | Itabira Não Pode Arriscar Mais     | 30018           | 44.66%     |
| Bernardo Mucida Oliveira (PSB) | Geraldo Magela Pena Torres          | Itabira Livre                      | 27375           | 40.73%     |
| Damon Lázaro de Sena (PV)      | José Coelho de Souza Filho          | Trabalho e Compromisso Por Itabira | 4340            | 6.46%      |
| Talmo Oliveira (DEM)           | Laudicea Silva de Oliveira Freitas  | Itabira do Bem                     | 2817            | 4.19%      |
| Gil Cesar Jose Lopes (MDB)     | Maria Lucia Gazire de Pinho Tavares | Juntos Por uma Itabira Melhor      | 2664            | 3.96%      |

### Eleição municipal de Itabira em 2016 para Vereador
Na decisão para o cargo de vereador na eleição municipal de 2016, foram eleitos 17 vereadores com um total de 70 848 votos válidos. O Tribunal Superior Eleitoral contabilizou 1 981 votos em branco e 2 996 votos nulos. De um total de 89 768 eleitores aptos, 13 943 (15.53%) não compareceram às urnas.
| Nome                             | Partido político                                | Coligação                                      | Votos recebidos | Percentual |
| -------------------------------- | ----------------------------------------------- | ---------------------------------------------- | --------------- | ---------- |
| Allaim Anderson Figueiredo Gomes | Partido Democrático Trabalhista (PDT)           | Juventude e Experiencia                        | 1810            | 2.55%      |
| Neidson Dias Freitas             | Partido Progressista (PP)                       | Juventude e Experiencia                        | 1750            | 2.47%      |
| Rodrigo Alexandre Assis Silva    | Partido Verde (PV)                              | Unidos por Itabira                             | 1710            | 2.41%      |
| Ronaldo Meireles de Sena         | Partido Verde (PV)                              | Unidos por Itabira                             | 1347            | 1.9%       |
| Paulo Soares de Souza            | Partido Republicano Brasileiro (PRB)            | Um Novo Tempo                                  | 1279            | 1.81%      |
| Carlos Henrique Silva Filho      | Podemos (PODE)                                  | Podemos (sem coligação)                        | 1267            | 1.79%      |
| Leandro Pascoal                  | Partido Republicano Brasileiro (PRB)            | Um Novo Tempo                                  | 1252            | 1.77%      |
| Reinaldo Soares de Lacerda       | Partido Humanista da Solidariedade (PHS)        | Itabira Livre                                  | 1235            | 1.74%      |
| Reginaldo das Merces Santos      | Partido Trabalhista Brasileiro (PTB)            | Partido Trabalhista Brasileiro (sem coligação) | 1223            | 1.73%      |
| Weverton Leandro Santos Andrade  | Partido Socialista Brasileiro (PSB)             | Itabira Livre                                  | 1158            | 1.63%      |
| André Viana Madeira              | Podemos (PODE)                                  | Podemos (sem coligação)                        | 1120            | 1.58%      |
| Solimar Jose da Silva            | Solidariedade (SD)                              | Itabira Solidária                              | 1099            | 1.55%      |
| Adelio Martins da Costa          | Movimento Democrático Brasileiro (MDB)          | Itabira Solidária                              | 1065            | 1.5%       |
| Heraldo Noronha Rodrigues        | Partido Trabalhista Brasileiro (PTB)            | Partido Trabalhista Brasileiro (sem coligação) | 962             | 1.36%      |
| Weverton Julio de Freitas Limões | Partido da Mobilização Nacional (PMN)           | Juventude e Experiencia                        | 878             | 1.24%      |
| Agnaldo Vieira Gomes             | Partido Renovador Trabalhista Brasileiro (PRTB) | Trabalho Compromisso e Transparencia           | 758             | 1.07%      |
| Jovelindo de Oliveira Gomes      | Partido Trabalhista Cristão (PTC)               | Renovação e Independência                      | 690             | 0.97%      |

## Análise
Ronaldo Lage Magalhães, participante da sigla PTB (Partido Trabalhista Brasileiro) foi eleito com 3,93% (2.63) de votos a mais que Bernardo Mucida, candidato a prefeito pelo PSB. No primeiro turno, Magalhães conquistou 13.513 (19,85%) votos.